# Lista chorążych reprezentacji Tanzanii na igrzyskach olimpijskich
Lista chorążych reprezentacji Tanzanii na igrzyskach olimpijskich – lista zawodników i zawodniczek reprezentacji Tanzanii, którzy podczas ceremonii otwarcia nowożytnych igrzysk olimpijskich nieśli flagę Tanzanii.

## Chronologiczna lista chorążych
| Lp. | Rok i miejsce     | Chorąży             | Dyscyplina    |
| --- | ----------------- | ------------------- | ------------- |
| 1   | 1964, Tokio*      | b.d.                |               |
| 2   | 1968, Meksyk      | b.d.                |               |
| 3   | 1972, Monachium   | Claver Kamanya      | Lekkoatletyka |
| 4   | 1980, Moskwa      | b.d.                |               |
| 5   | 1984, Los Angeles | Michael Nassoro     | Boks          |
| 6   | 1988, Seul        | b.d.                |               |
| 7   | 1992, Barcelona   | b.d.                |               |
| 8   | 1996, Atlanta     | Ikaji Salum         | Lekkoatletyka |
| 9   | 2000, Sydney      | Restituta Joseph    | Lekkoatletyka |
| 10  | 2004, Ateny       | Restituta Joseph    | Lekkoatletyka |
| 11  | 2008, Pekin       | Fabiano Joseph      | Lekkoatletyka |
| 12  | 2012, Londyn      | Zakia Mrisho        | Lekkoatletyka |
| 13  | 2016, Rio         | Andrew Thomas Mlugu | Judo          |
| 14  | 2020, Tokio       | wolontariusz        |               |

* – jako Tanganika